# Maternji jezik
Maternji jezik (ređe prvi jezik) je onaj jezik koji dete prvo nauči ili jezik koji dete najbolje zna i koristi, odnosno jezik s kojim se osoba identifikuje.
Sa stanovišta nauke o jeziku, govoreći o kriterijumima određenja maternjeg jezika, on predstavlja jezik na kojem mislimo, sanjamo i računamo, budući da sve te funkcije spadaju u onu vrstu koja se usvaja u prvom jeziku, pa se i dalje rade na tom jeziku.